# Ejstsjön
Ejstsjön är en sjö i Mora kommun i Dalarna och ingår i Dalälvens huvudavrinningsområde. Sjön har en area på 0,353 kvadratkilometer och ligger 275,9 meter över havet. Sjön avvattnas av vattendraget Littran.

## Delavrinningsområde
Ejstsjön ingår i det delavrinningsområde (676633-139643) som SMHI kallar för Ovan Dovsjövasslen. Medelhöjden är 335 meter över havet och ytan är 10,04 kvadratkilometer. Räknas de 6 avrinningsområdena uppströms in blir den ackumulerade arean 90,46 kvadratkilometer. Littran som avvattnar avrinningsområdet har biflödesordning 4, vilket innebär att vattnet flödar genom totalt 4 vattendrag innan det når havet efter 383 kilometer. Avrinningsområdet består mestadels av skog (85 procent). Avrinningsområdet har 0,38 kvadratkilometer vattenytor vilket ger det en sjöprocent på 3,8 procent.